# Bunkóspálmafélék
A bunkóspálmák (Zamiaceae) megtévesztő nevük dacára nem a pálmák, hanem a cikászok (Cycadophyta) egyik családja mintegy 35 fajjal.

## Származásuk, elterjedésük
A földtörténeti ókor végén fejlődtek ki. Virágkorukat a jura időszakban élték; azóta fokozatosan visszaszorulnak. Fajaik a trópusokon élnek.

## Megjelenésük, felépítésük
Fő jellemzőjük, hogy termős virágaikban a termőlevelek tobozszerű virágzattá állnak össze.
A bunkóspálma (Zamia) nemzetségben a tobozpikkelyek hatszögmintázatot alkotnak, a Ceratozamiánál 2 tövist is viselnek. Az Encephalartos-fajoknál a tobozpikkelyek szintén átfedik egymást, de tompábbak és többnyire rombos mintát alkotnak. Ezenkívül a legtöbbjének szélesebbek a levélkéik, szélükön legalább néhány tövissel, lehetnek akár többcsúcsúak is.

## Rendszertani felosztásuk
A családot két alcsaládra tagolják:
1. Encephalartoideae alcsalád 2 nemzetségcsoporttal:
- Diooeae nemzetségcsoport egy nemzetséggel:
  -     - Dioon
- Encephalarteae nemzetségcsoport két alnemzetségcsoporttal:
  - Encephalartinae al-nemzetségcsoport egy nemzetséggel:
    - Encephalartos

  - Macrozamiinae al-nemzetségcsoport két nemzetséggel:
    - Lepidozamia
    - Macrozamia

2. Zamioideae alcsalád 2 nemzetségcsoporttal:
- Ceratozamieae nemzetségcsoport egy nemzetséggel:
  -     - Ceratozamia
- Zamieae nemzetségcsoport két alnemzetségcsoporttal:
  - Microcycadinae al-nemzetségcsoport egy nemzetséggel:
    - Microcycas

  - Zamiinae al-nemzetségcsoport két nemzetséggel:
    - Chigua
    - bunkóspálma (Zamia)